# Egied van der Hoye
Egied van der Hoye (Hulst (?), ca. 1310 - Kortrijk, ca. 1361) was een rooms-katholiek priester, deken van de kapittelkerk in Kortrijk en bestrijder van de beweging van de flagellanten.

## Levensloop
Egied van der Hoye was wellicht afkomstig uit Hulst in Zeeuws-Vlaanderen, waar hij jaarmissen stichtte voor zijn ouders en een zuster. In sommige studies werd hij verkeerdelijk voor een Engelsman aanzien. De eerste die dit veronderstelde was J. Pitseus in 1623. Dom Ursmer Berlière heeft dit weerlegd.
Egied begon aan studies in voorbereiding op een geestelijke loopbaan. Hij schreef zich in aan de 'artes'-faculteit van de Universiteit van Parijs. Gedurende zijn studententijd verkreeg hij (waarschijnlijk om zijn studies te betalen) een prebende van kanunnik in de kapittelkerk van Sint-Pieter in Rijsel. Hij promoveerde tot magister in de wijsbegeerte en vatte daarop de studies theologie aan. In 1343 vroeg hij opnieuw een prebende aan, ditmaal van kanunnik in de collegiale kerk van Doornik. Rond die tijd werd hij magister in de godgeleerdheid. Twee (ere)kanunnikstitels en twee universitaire promoties konden een verdere klerikale carrière bevorderen. Hij werd dan ook in 1348 benoemd tot deken van het Kortrijks kapittel. In 1350 bekwam Van der Hoye ook nog een kanunniksprebende in de collegiale kerk van Atrecht. Zowel in Doornik als in Atrecht stond hij vermeld als niet-residerend. In Kortrijk was hij wel heel actief en kwam zijn naam voor in heel wat akten, zoals bij het stichten van kapelanijen, het verkrijgen van tienden, het beslechten van inwendige geschillen en het benoemen van kerksuppoosten. Toen hij in 1361 of begin 1362 overleed, werd hij opgevolgd door deken Hendrik van der Kerke.

## Tegen de geselaars
De leden van de geestelijkheid hadden uiteenlopende meningen over de beweging van de flagellanten. Van der Hoye behoorde tot diegenen die de beweging ten zeerste afkeurden. Tegen de tijd dat hij zich met het woord en de pen hiertegen keerde, was de beweging al boven zijn hoogtepunt heen en was de grote pestepidemie die een van de aanleidingen was geweest voor deze bijzondere vorm van boetvaardigheid, al minder actueel geworden.
In een sermoen, waarvan de tekst bewaard is gebleven, en die ophef veroorzaakte, trok Van der Hoye heftig van leer tegen de geselaars. Ze baseerden zich op dwalingen en onwaarheden, zo hield hij voor. En hieruit kon niets goeds voortspruiten. Van der Hoye werd tegengesproken door Alaard van Dentergem, de proost van de collegiale Sint-Maartenskerk in Ieper, die in de activiteiten van de geselaars niets anders zag dan een uiting van volksdevotie dat geen ketters karakter had. Het publiek optreden van de sekte had in Ieper plaats gevonden met de goedkeuring van graaf Lodewijk van Male en van de grootvicaris van het bisdom Terwaan, onder wie Ieper viel.
Dit was genoeg om Van der Hoye er toe aan te zetten om in vijf stellingen zijn kritiek op de flagellanten in een volledig traktaat uiteen te zetten. Die stellingen luidden:
- De flagellanten zijn niet aangespoord door bovennatuurlijke liefde die door de Heilige Geest zou zijn ingegeven.
- Ze verkondigen ketterse beweringen. Voorbeelden: dat het vasten op vrijdag verplichtend zou zijn, op straf van eeuwige verdoemenis; dat zonder geseling de wereld zou vergaan.
- Aangezien ze schismatiek zijn, kunnen ze onmogelijk verdienstelijk werk verrichten. En schismatiek zijn ze, door te beweren dat hun boetepraktijken meer bekomen dan de door de Kerk aanvaarde sacramentele boeten. Ze zijn het ook doordat ze de geestelijkheid, het koorgebed en het Misoffer misprijzen. Ze gedragen zich verder ook opstandig, en verstoren de orde en de vrede door de streek te doorlopen zonder om te zien naar de lokale overheid en zonder de goedkeuring van de geestelijkheid.
- De geselaars schenken aan hun praktijken meer kracht dan aan het misoffer.
- Wie, zoals de geselaars, in doodzonde verkeert, kan geen verdienstelijk werk leveren.

Alaard van Dentergem gaf hierop nog een antwoord, waarin hij de bezwaren van Van der Hoye poogde te weerleggen.
Hieruit blijkt dat de geestelijkheid verdeeld reageerde op de geselpraktijken. De flagellanten waren een product van een dramatische periode, waarin pestepidemieën, hongersnood en oorlogen de bevolkingen ongewoon zwaar troffen en bij velen een vorm van hysterie deden ontstaan. Alleen het wegvallen van de uiterste noodtoestand deed ook stilaan de  extreme antwoorden hierop, zoals die van de flagellanten, verminderen en ten slotte verdwijnen.

## Publicaties
- Sermoen, in: U. BERLIÈRE, Trois traités inédits sur les flagellants de 1349.
- Tractaat of Dicta decani Cortracensis Egidi de Fano, magister in theologia', in : Verzameling kardinaal Nicolaas de Cusa, Codex 64, gepubliceerd in dr. MARX, Verzeichnis der Handschriftensammlung des Hospitals zu Cues, Trier, 1905.